# Laniarius ruficeps
Laniarius ruficeps е вид птица от семейство Malaconotidae.

## Разпространение
Видът е разпространен в Етиопия, Кения и Сомалия.